# Saber Interactive
Saber Interactive Inc. — американський розробник і видавець відеоігор, заснований у Петербурзі у 2001 році зі штаб-квартирою у Форт-Лодердейлі, Флорида. Saber була придбана Embracer Group в лютому 2020 року, зробивши студію дочірньою компанією і головою однієї зі своїх оперативних груп.

## Історія
Компанія Saber Interactive була заснована у 2001 році Андрєєм Йонесом, Метью Карчом і Антоном Крупкіним. Разом вони створили ігровий 3D-рушій, зібрали команду художників із Санкт-Петербурга, Росія, і почали працювати над своєю першою грою, Will Rock. Після випуску Will Rock компанія Saber розробила свій власний ігровий рушій Saber3D, який використали у своєму наступному тайтлі TimeShift (2007). Saber3D з того часу постійно оновлювався та розвивався для використання в наступних проєктах студії.
У 2010 році компанія 343 Industries звернулася до Saber з пропозицією створити ремейк Halo: Combat Evolved до десятої річниці гри. Це була перша участь Saber у великій франшизі, і Йонес вважав це «можливістю, яку вони не могли пропустити». Halo: Combat Evolved Anniversary була випущена 15 листопада 2011 року, отримавши позитивні відгуки від критиків. У 2014 році Saber також залучили у розробці Halo: The Master Chief Collection.
1 серпня 2016 року Saber Interactive відкрили свою першу внутрішню студію за межами Росії в Мадриді. Це був початок великої міжнародної експансії: пізніше були відкриті студії в Сундсваллі, Швеція (купивши студію Binary Motion) і Мінську, Білорусь.
CDProjekt RED співпрацювали з Saber у 2018 році для портування The Witcher 3: Wild Hunt — Complete Edition для Nintendo Switch. Порт було випущено 15 жовтня 2019 року з позитивними відгуками про свою продуктивність і зручність.
16 квітня 2019 року студія випустила World War Z, яка за перший тиждень випуску розійшлась тиражем понад 1 млн копій. Директор студії id Software Тім Віллітс приєднався до Saber на посаду креативного директора 1 серпня 2019 року. У жовтні 2019 року Saber Interactive також придбали Bigmoon Entertainment, студію розробки ігор зі штатом у 40 співробітників, розташовану в Порту, Португалія, і перейменували її в Saber Porto.
Компанія Saber Interactive була придбана Embracer Group у лютому 2020 року в рамках угоди вартістю $525 млн. Відповідно до угоди, Saber стала п’ятою прямою дочірньою компанією Embracer і зберігає свою автономію. Після придбання Метью Керч продовжує виконувати функції головного виконавчого директора, а Андрєй Йонес — операційного директора. Після приєднання до Embracer, Saber стала платформою для майбутніх придбань холдингом інших ігрових студій.
У серпні 2020 року Saber Interactive за $35 млн придбала 4A Games, українських розробників серії Metro, і американського розробника, New World Interactive. У листопаді 2020 року Saber Interactive також придбали студії 34BigThings, Mad Head Games, Nimble Giant Entertainment, Snapshot Games і Zen Studios. Колишній президент і генеральний директор id Software, Тодд Холленшед, приєднався до Saber як голова видавничого відділу 18 листопада 2020 року.
У лютому 2021 року Embracer Group оголосили про придбання Aspyr, яка увійшла до оперативного підрозділу Saber Interactive. Ціна покупки становила $100 млн, з яких $60 млн оплачуються готівкою, а $40 млн — новозапущеними акціями Embracer. Згідно з угодою може бути сплачено додаткову компенсацію в розмірі максимум $350 млн за певних умов. У серпні 2021 року Saber Interactive також придбали 3D Realms, Slipgate Ironworks, SmartPhone Labs, Demiurge Studios і Fractured Byte. У вересні 2021 року Saber Interactive була придбана Bytex і пізніше в грудні — Digic Pictures і Shiver Entertainment.
У січні 2023 року у зв'язку з російським повномасштабним вторгненням в Україну і для того, щоб уникнути санкцій за співпрацю з російським ринком, Saber перевела своїх співробітників з Білорусі та Росії в нову студію в Єревані, Вірменія.
У лютому 2024 року стало відомо, що Embracer продає Saber Interactive групі приватних інвесторів. Пізніше з'явилася інформація, що саме компанія Beacon Interactive, яка належить співзасновнику Saber Метью Карчу, придбала Saber Interactive за $247 млн. В рамках угоди Saber Interactive зберегли студії 3D Realms, Digic Pictures, Fractured Byte, Mad Head Games, New World Interactive, Nimble Giant Entertainment, Sandbox Strategies, SmartPhone Labs, Slipgate Ironworks і Stuntworks під своїм брендом, а також пов'язану з ними ІВ, тоді як Embracer Group залишили собі 34BigThings, Aspyr, Beamdog, Demiurge Studios, Shiver Entertainment, Snapshot Games, Tripwire Interactive і Tuxedo Labs. Beacon Interactive також мали можливість придбати 4A Games і Zen Studios пізніше, однак обидві студії зрештою залишилися в Embracer Group.

## Дочірні підприємства
| Назва                      | Місцезнаходження        | Придбання     |
| -------------------------- | ----------------------- | ------------- |
| 3D Realms                  | Ольборг, Данія          | серпень 2021  |
| Bytex                      | Саранськ, Росія         | вересень 2021 |
| DIGIC Pictures             | Будапешт, Угорщина      | грудень 2021  |
| Fractured Byte             | Таллінн, Естонія        | серпень 2021  |
| Mad Head Games             | Белград, Сербія         | листопад 2020 |
| New World Interactive      | Денвер, США             | серпень 2020  |
| Nimble Giant Entertainment | Буенос-Айрес, Аргентина | листопад 2020 |
| Saber Interactive          | Форт-Лодердейл, США     | лютий 2020    |
| Saber Interactive Belarus  | Мінськ, Білорусь        | лютий 2020    |
| Saber Porto                | Порту, Португалія       | лютий 2020    |
| Saber Interactive Russia   | Санкт-Петербург, Росія  | лютий 2020    |
| Saber Interactive Spain    | Алькобендас, Іспанія    | лютий 2020    |
| Saber Interactive Sweden   | Сундсвалль, Швеція      | лютий 2020    |
| Sandbox Strategies         | Мангеттен, США          | листопад 2020 |
| Slipgate Ironworks         | Ольборг, Данія          | серпень 2021  |
| SmartPhone Labs            | Великий Новгород, Росія | серпень 2021  |
| Stuntworks                 | Санкт-Петербург, Росія  |               |

### Колишні дочірні компанії
- 34BigThings — залишилися у складі Embracer Group у березні 2024 року.
- 4A Games — залишилися у складі Embracer Group у березні 2024 року.
- Aspyr — залишилися у складі Embracer Group у березні 2024 року.
- Demiurge Studios — залишилися у складі Embracer Group у березні 2024 року.
- Shiver Entertainment — залишилися у складі Embracer Group у березні 2024 року.
- Snapshot Games — залишилися у складі Embracer Group у березні 2024 року.
- Tripwire Interactive — залишилися у складі Embracer Group у березні 2024 року.
- Tuxedo Labs — залишилися у складі Embracer Group у березні 2024 року.
- Zen Studios — залишилися у складі Embracer Group у березні 2024 року.